# Donja Jagodnja
Donja Jagodnja falu Horvátországban Zára megyében. Közigazgatásilag Polačához tartozik.

## Fekvése
Zárától légvonalban 27, közúton 49 km-re délkeletre, községközpontjától 3 km-re délre Dalmácia északi részén, Ravni kotar középső részén fekszik. A tengertől való távolsága légvonalban 7, közúton 10 km.

## Története
A török 1528-ban foglalta el ezt a területet ahova velük együtt pravoszláv vlach lakosság érkezett. 1685-ben szabadult fel végleg uralma alól, amikor a közeli Vrána igazgatása alá került. 1797-ig a Velencei Köztársaság része volt. Miután a francia seregek felszámolták a Velencei Köztársaságot és a campo formiói béke értelmében osztrák csapatok szállták meg. 1806-ban a pozsonyi béke alapján az Első Francia Császárság Illír Tartományának része lett. 1815-ben a bécsi kongresszus újra Ausztriának adta, amely a Dalmát Királyság részeként Zárából igazgatta 1918-ig. A településnek 1857-ben 121, 1910-ben 184 lakosa volt. Az első világháború után előbb a Szerb-Horvát-Szlovén Királyság, majd Jugoszlávia része lett. A második világháború idején 1941-ben a szomszédos településekkel együtt Olaszország fennhatósága alá került. Az 1943. szeptemberi olasz kapituláció után visszatért Horvátországhoz. 1991-től többségben szerb lakói csatlakoztak a Krajinai Szerb Köztársasághoz és tevékenyen részt vettek annak harcaiban. A Vihar hadművelet idején 1995 augusztusában a falu teljes szerb lakossága elmenekült és közülük legtöbben később sem tértek vissza. A településnek 2011-ben 113 lakosa volt, akik főként mezőgazdasággal és állattartással foglalkoztak. A gornja jagodnjai Szent Simeon templomhoz tartoztak.

## Lakosság
| Lakosság változása | Lakosság változása | Lakosság változása | Lakosság változása | Lakosság változása | Lakosság változása | Lakosság változása | Lakosság változása | Lakosság változása | Lakosság változása | Lakosság változása | Lakosság változása | Lakosság változása | Lakosság változása | Lakosság változása | Lakosság változása |
| ------------------ | ------------------ | ------------------ | ------------------ | ------------------ | ------------------ | ------------------ | ------------------ | ------------------ | ------------------ | ------------------ | ------------------ | ------------------ | ------------------ | ------------------ | ------------------ |
| 1857               | 1869               | 1880               | 1890               | 1900               | 1910               | 1921               | 1931               | 1948               | 1953               | 1961               | 1971               | 1981               | 1991               | 2001               | 2011               |
| 121                | 133                | 123                | 154                | 148                | 184                | 320                | 251                | 417                | 475                | 526                | 534                | 461                | 527                | 103                | 113                |